# Karaałanica
Karaałanica (bułg. Карааланица) – szczyt pasma górskiego Riła, w Bułgarii, o wysokości 2716 m n.p.m.